# Allgemeine Naturgeschichte
Allgemeine Naturgeschichte (abreviado Allg. Naturgesch.) es un libro con descripciones botánicas que fue escrito por Lorenz Oken y editado en 1839 -1843 con el nombre de Allgemeine Naturgeschichte für alle Stände, 15 Bde.